# Государственный банк Российской империи
Государственный банк Российской империи — центральный банк, учреждённый в 1860 году на основе реорганизации Государственного коммерческого банка. Основные положения процедуры реорганизации и устав Государственного банка были утверждены указом Александра II от 31 мая 1860 года, опубликованным 9 июня 1860 года.

## История
Первый в истории Российской империи Государственный банк был учреждён 25 мая 1762 года императором Петром III с целью эмиссии ассигнаций. Банк существовал только де-юре, де-факто он создан не был, поскольку через 34 дня после издания указа об учреждении банка Пётр III был свергнут в результате дворцового переворота. Впоследствии в Российской империи был учреждён ряд банков, в названии которых присутствовало определение «государственный», но ни один из них, как и первый, не выполнял всех основных функций центрального банка.
Государственный банк, учреждённый в 1860 году в качестве центрального, являлся государственно-правительственным банком. Основной капитал, первоначально выделенный ему из капиталов государственных заёмного и коммерческого банков, составлял 15 млн руб. Резервный капитал ограничивался 3 миллионами рублей, 1 млн из которых выделялся из тех же источников. Остальная часть резервного капитала должна была формироваться за счёт отчислений от прибыли банка. Государственный банк был важнейшим звеном государственной системы, органом проведения экономической политики правительства. Являясь в соответствии с уставом банком краткосрочного и среднесрочного коммерческого кредитования (не более 9 месяцев), он был крупнейшим кредитным учреждением страны. Кредитование торговли и промышленности Государственный банк осуществлял через сеть своих контор и отделений, а также через коммерческие банки.
При создании Государственного банка к нему от Государственного коммерческого банка перешли 7 контор. В 1860 году были образованы региональные конторы Государственного банка в Архангельске, Екатеринбурге, Киеве, Москве, Одессе, Риге, Харькове и в Ростове-на-Дону. В июне 1862 года правлением банка в Санкт-Петербурге было принято решение об открытии временных отделений контор Государственного банка в ближайших к ним торговых городах. 20 декабря 1863 года Александр II подписал указ об открытии отделений Государственного банка. В июне 1864 года открылись 12 отделений Государственного банка: Астраханское, Владимирское, Воронежское, Екатеринославское, Казанское, Кишинёвское, Пензенское, Рязанское, Самарское, Саратовское, Тамбовское и Ярославское. К началу 1917 года в состав Государственного банка входили: 11 контор, 133 постоянных и 5 временных отделений, 42 агентства при зернохранилищах. Кроме того, в это время Государственный банк руководил банковскими операциями, которые осуществлялись в 793 казначействах.

### 1860—1880-е годы

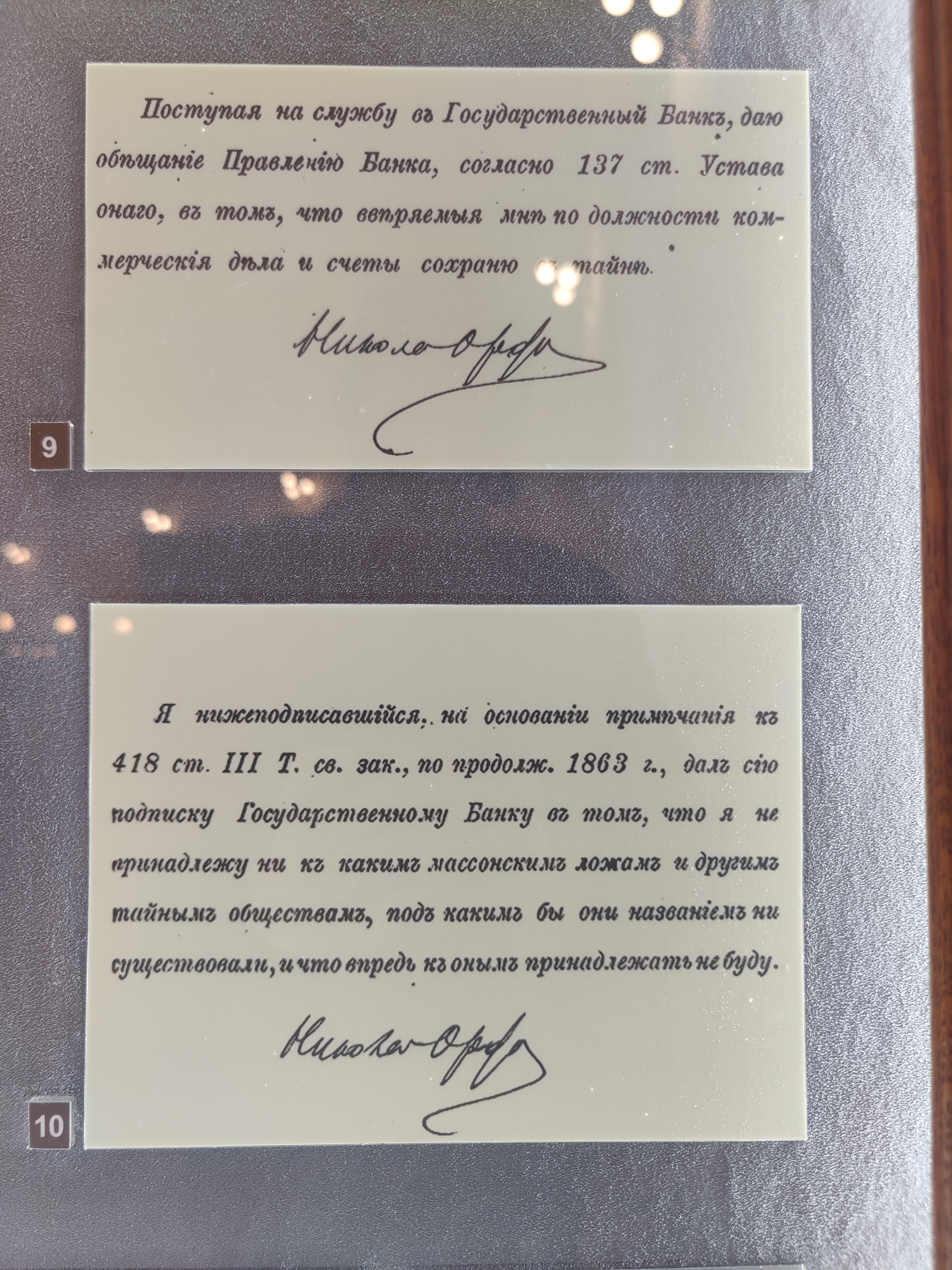
Расписки при поступлении на службу

Согласно ст. 1 Устава 1860 года Государственный банк учреждался для «оживления торговых оборотов и упрочения денежной кредитной системы». Но основную часть ресурсов банка на первом этапе его развития поглощало прямое и косвенное финансирование казны, а также операции по ликвидации дореформенных казённых банков.
Согласно статье 24 устава от 1862 года банку предопределялись такие функции:
- учёт векселей и других срочных правительственных и общественных процентных бумаг и иностранных тратт;
- покупка и продажа золота и серебра;
- получение и продажа государственных бумаг на свой счёт и на счёт доверителей в пределах собственного капитала (агент правительства);
- покупка и продажа 5 % банковских билетов и других ценных бумаг в счёт доверителей;
- получение по векселям и другим срочным документам в счёт доверителя;
- приём вкладов на хранение, на текущий счёт, на процентное обращение;
- производство ссуд.

Помимо этого Государственный банк выполнял функции, относившиеся к аппарату Министерства финансов, — проводил выкупную операцию и вёл делопроизводство по ней, а также поддерживал Государственный дворянский земельный и Крестьянский поземельный банки. В качестве органа экономической политики правительства Государственный банк принимал активное участие в создании банковской системы России. При его поддержке создавались акционерные банки и общества взаимного кредита.
Срок выдаваемых Государственным банком коммерческих ссуд не превышал девяти месяцев, а по ссудам под залог — не должен был быть менее одного и более шести месяцев. Залогами могли служить правительственные процентные бумаги и оплаченные акции обществ, компаний и товариществ, принимавшиеся в залог по казённым подрядам и откупам, а также золото и серебро в слитках и иностранной монете и товары, сложенные в амбарах за печатью Государственного банка. Ссуды по этим залогам не должны были превышать 75—85 % их цены по последнему биржевому курсу.
Учёт векселей согласно уставу допускался только в том случае, если они были основаны на торговых сделках. При этом в отличие от Государственного коммерческого банка, которому во избежание потерь запрещалось выдавать мелкие ссуды, Государственному банку разрешалось учитывать векселя на незначительные суммы при условии их надёжности. С 1861 по 1866 год банком проводились операции по трассированию векселей. Эта операция не предусматривалась уставом Госбанка и осуществлялась под личным руководством управляющего банком А. Л. Штиглица. Операция была сосредоточена в особом отделении с бланком «Foreign office», велась отдельно от всех счетов Госбанка и отражалась только в его балансе.
По уставу Государственный банк был подведомствен Министерству финансов и находился под наблюдением Совета государственных кредитных установлений. Принципиальные вопросы по Государственному банку решались и оформлялись через Особенную канцелярию по кредитной части.
Управление всеми операциями и делами банка и наблюдение за их производством возлагалось на правление банка, которое состояло из управляющего (председателя), его товарища (заместителя), шести директоров и трёх депутатов от Совета государственных кредитных установлений.
При правлении Госбанка функционировал Учётный и ссудный комитет, который состоял из управляющего банком, его товарища, двух директоров банка и четырёх членов от купечества. Председателем комитета являлся управляющий банком.
Члены Учётного и ссудного комитета от купечества избирались на два года из купцов первой и второй гильдий, торговавших в Санкт-Петербурге. В их обязанности входила оценка поступавших для учёта векселей, оценка товаров для предоставления подтоварных ссуд и выяснение кредитоспособности клиентов.
Большую часть своих ресурсов в 1860—1870 годах Государственный банк вкладывал в государственные и гарантированные ценные бумаги. Кроме того, он выдавал краткосрочные и долгосрочные ссуды Государственному казначейству. К 1879 году долг Казначейства Государственному банку составлял 478,9 млн рублей. Погашение долга, начавшееся в 1881 году, закончилось в 1901 году.
Из коммерческих операций наибольшее развитие в течение 1860—1880-х годов получили учёт векселей, покупка и продажа процентных бумаг и ссуды под процентные бумаги.
Кредитование торгово-промышленного оборота происходило в основном посредством учёта векселей и выдачи ссуд под векселя. До середины 1870-х годов учёт векселей составлял в среднем 30—50 млн руб. в год. С середины 1870-х до середины 1880-х годов операции по учёту торговых векселей увеличились вдвое и составляли в среднем 100 млн руб. в год. Через 10 лет, в 1890 году, они достигли 152,5 млн рублей. Объём подтоварных ссуд был крайне незначителен.
На кредитование торгово-промышленного оборота Государственный банк направлял в 1866—1875 годах до 28 %, в 1875—1880 годах — до 53 %, а затем вплоть до 1890-х годов — до 63 % своих коммерческих ресурсов.
Большая часть ссуд, выданных под процентные бумаги, так же как и суммы, вложенные в собственные процентные бумаги, по сути, представляли собой финансирование казны.
В целях «упрочения денежной кредитной системы» Государственный банк осуществлял покупку и продажу тратт. Кроме того, в 1862—1863 годах банк проводил размен кредитных билетов на звонкую монету.
План проведения разменной операции был подготовлен товарищем управляющего Государственным банком Е. И. Ламанским.
Операция, начавшаяся 1 мая 1862 года, предполагала размен кредитных билетов по курсу 570 коп. за золотой полуимпериал или 110,5 коп. — за 1 руб. серебром. В последующем предполагалось установить обмен по курсу: 100 коп. кредитными билетами за 1 руб. звонкой монетой.
Как позднее выяснилось, момент для проведения этой операции был выбран неудачно. В январе 1863 года в Польше вспыхнуло восстание. Резко увеличился спрос на золото. В мае 1863 года выдача звонкой монеты превысила поступления на 10,4 млн руб., в августе же только за три дня монеты было выдано на 4,4 млн руб.
Курс российских ценных бумаг упал, стал снижаться вексельный курс кредитного рубля. 29 октября на Петербургской бирже началась паника. Размен кредитных билетов на звонкую монету был прекращён 1 января 1863 года, поскольку продолжение размена грозило полным истощением разменного фонда.
С 1867 года Министерство финансов начало интенсивное накопление золотого запаса. Указом Александра II от 2 июня 1867 года Государственному банку и его конторам было предоставлено право принимать звонкую монету в платежи. Разрешалось брать российскую и иностранную монету, а также золото и серебро в слитках. Цены устанавливал Государственный банк. Монета направлялась в его разменный фонд. В результате в течение 1867—1876 годов разменный фонд увеличился с 78,3 млн руб. до 310,1 млн рублей.

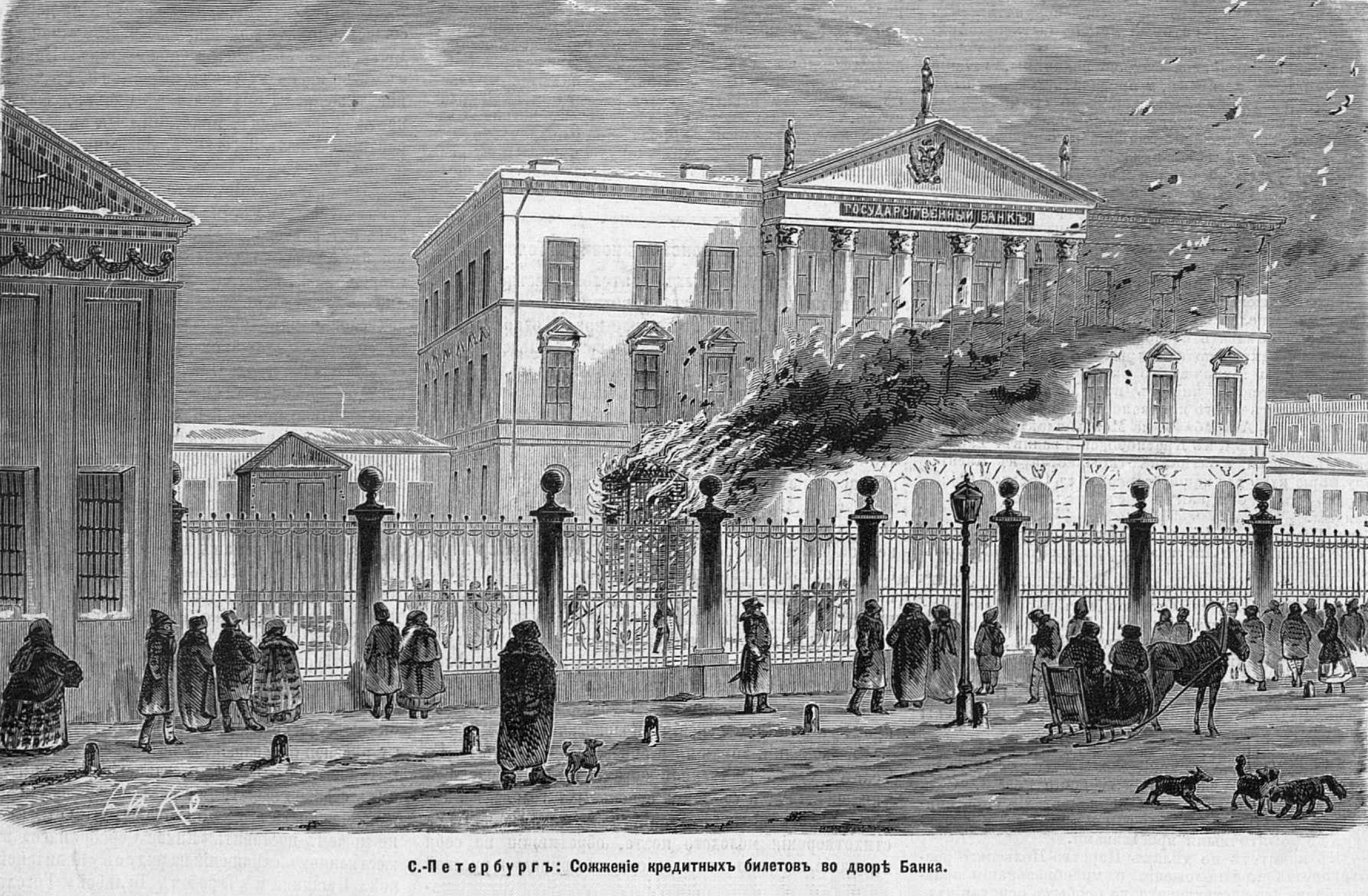
Сожжение кредитных билетов во дворе Государственного банка. Гравюра Л. Сярякова из журнала «Всемирная иллюстрация» (№68 за 1870 год)

Государственный банк периодически производил во дворе занимаемого им здания публичное сожжение изъятых из обращения кредитных билетов и погашенных процентных бумаг.
До 1887 года Государственный банк проводил операцию по ликвидации счетов дореформенных банков, которая была возложена на него по уставу. Банк должен был производить выплату процентов и возврат капитала по тем вкладам, которые остались после свободного обмена вкладных билетов на 5-процентные банковские билеты, выплату процентов по купонам 5-процентных банковских билетов и капитала по билетам, предназначенным к погашению. На покрытие этих расходов Государственному банку должны были передаваться проценты и суммы, получаемые с заёмщиков старых банков, а также суммы платежей Государственного казначейства по долгу его дореформенным банкам.
Все ликвидационные операции должны были производиться за счёт Государственного казначейства, которое в случае необходимости должно было выдавать банку дополнительно к вышеуказанным средствам наличные деньги или свои процентные обязательства с правом продажи их на бирже. Но из-за постоянного бюджетного дефицита у Государственного казначейства не было возможности предоставлять дополнительные средства Государственному банку, и банк вынужден был ежегодно направлять на эти операции часть своей коммерческой прибыли. Обороты по ликвидации стали давать излишек поступлений только с 1872 года.
В январе 1887 года особый счёт ликвидации бывших государственных банков был упразднён. Поступления по ссудам и прибыли Государственного банка по этой операции стали обращаться на текущие нужды казны.
В 1861 году Государственный банк был привлечён к участию в выкупной операции. Ему был поручен выпуск выкупных свидетельств и 5-процентных банковских билетов. С 1865 года на Государственный банк был возложен контроль за поступлением выкупных платежей в казначействе, а также составление годовых отчётов по выкупной операции. На 1 января 1885 года Государственным банком было выдано 85 333 выкупные ссуды на 892,1 млн рублей. К середине 1880-х годов выдачи выкупных ссуд значительно сократились. В среднем они не превышали 3,5 млн руб. в год.
Выдачу ссуд Государственному казначейству «на текущие нужды» Государственный банк прекратил после назначения на пост министра финансов Н. Х. Бунге, который ввёл в практику заключение государственных займов для покрытия бюджетного дефицита. Свой долг Государственному банку Казначейство начало погашать с 1881 года. Указ от 1 января 1881 года объявлял о прекращении выпусков кредитных билетов и о сокращении их количества в обращении. Однако в 1882 году разразился экономический кризис, который продолжался почти пять лет. В результате за 1881—1886 годы вместо 300 млн руб. с баланса Государственного банка было списано всего 87 млн рублей. Затраты Банка за счёт Казны впервые сравнялись с суммами Казны, вложенными в него, только в 1896 году. Полностью долг Казны Государственному банку был погашен в 1901 году, в соответствии с Указом Николая II от 28 апреля 1900 года, предписывавшим Государственному казначейству погасить остаток его долга Государственному банку в размере 50 млн руб. за кредитные билеты.
Со второй половины 1870-х годов в России для борьбы с биржевой спекуляцией, а также для регулирования курса рубля и ценных бумаг начали использоваться государственные средства. Одним из направлений экономической политики стала поддержка «солидных» предприятий и банков, в том числе за счёт выдачи неуставных ссуд из средств Государственного банка.
В рамках этой политики Государственный банк с середины 1870-х годов в порядке «борьбы» правительства с кризисами и хозяйственными затруднениями отраслевого и местного значения начал проводить операции по спасению пошатнувшихся и обанкротившихся банков и некоторых предприятий. В результате действий Государственного банка банковские кризисы середины 70-х и начала 80-х годов XIX в. не нанесли ощутимого удара по банковской системе России. Основные столичные и провинциальные коммерческие банки были спасены. В середине 1880-х годов Госбанк занимался поддержкой и спасением обществ взаимного кредита. Их долг Банку в 1887 году достиг 6,2 млн рублей. Были спасены также и городские общественные банки в крупных городах.
С 1886 года после завершения ликвидации дореформенных кредитных учреждений Государственный банк стал интенсивно субсидировать два государственных банка — Крестьянский поземельный и Дворянский. Средства для своих операций эти банки получали в результате выпуска закладных листов. Убытки, которые возникали при их реализации, оплачивал за счёт казны Государственный банк.
Россия вступила на путь капиталистического развития значительно позднее многих западных стран и проходила его в более сжатые сроки. Процесс утверждения капитализма как господствующей социально-экономической системы проходил в конце XIX — начале XX века. В это время министром финансов был крупнейший государственный деятель России рубежа XIX—XX вв. С. Ю. Витте.
Главное внимание С. Ю. Витте уделял укреплению финансов, развитию промышленности и железнодорожного транспорта. Свою деятельность на министерском посту он начал с реформы Государственного банка: 6 июня 1894 года был принят новый устав. Основным направлением деятельности Государственного банка после его принятия должно было стать интенсивное кредитование торговли и промышленности, в особенности сельскохозяйственной. Основной капитал банка был увеличен до 50 млн руб., резервный — до 5 млн рублей.
Все изменения в уставе были направлены на создание условий для широкого развития промышленных предприятий на основе общей покровительственной политики и специального финансирования их средствами казны и Государственного банка.
Задачей Государственного банка вместо «оживления торговых оборотов» стало «облегчение денежных оборотов, содействие посредством краткосрочного кредита отечественной торговле, промышленности и сельскому хозяйству». Кроме того, он как и раньше должен был содействовать «упрочению денежной кредитной системы».

### 1890-е годы

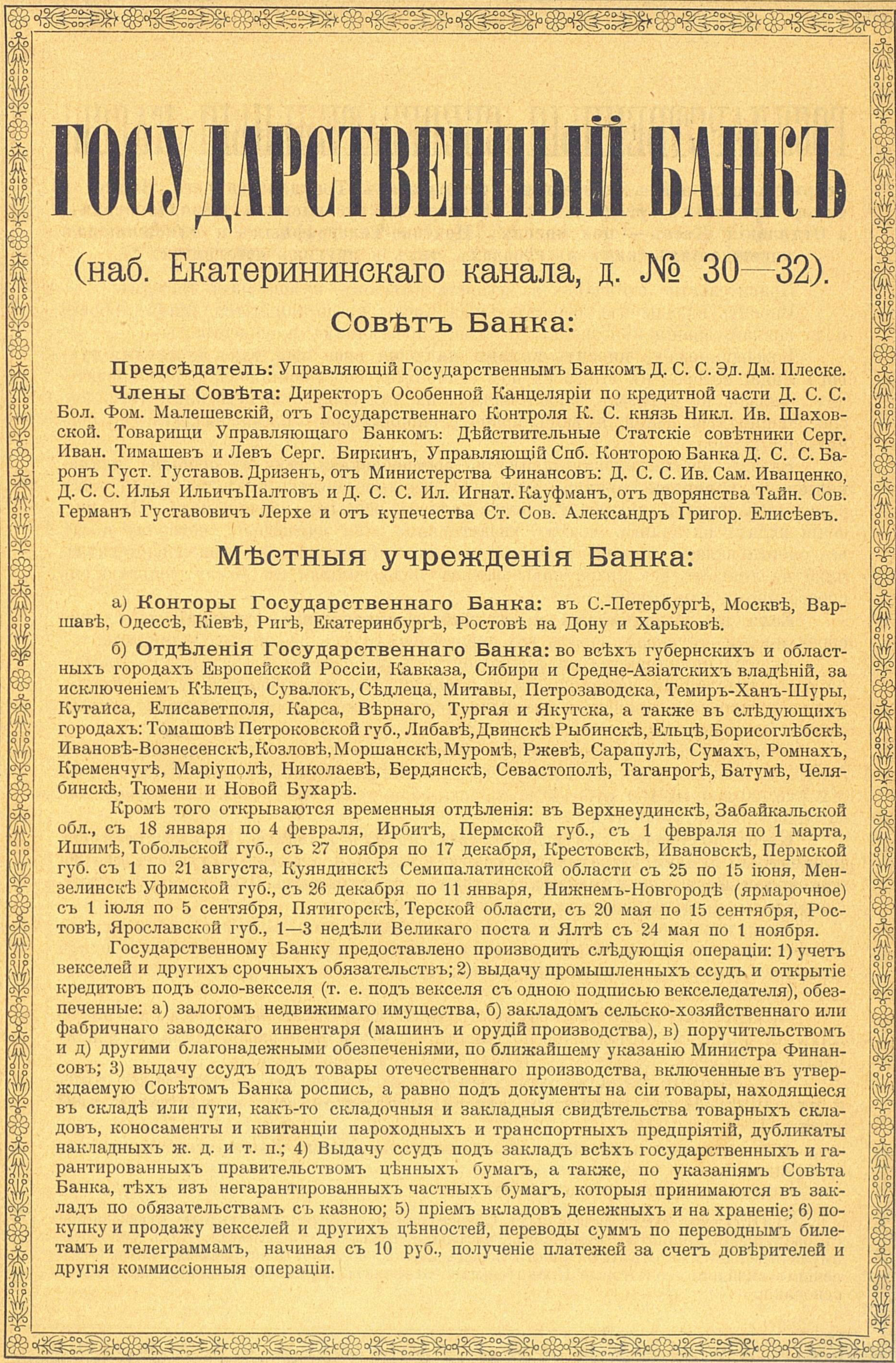
Реклама услуг Госбанка, 1896 год

Уставом 1894 года учётная операция была распространена на векселя, выданные на торгово-промышленные цели, при этом до 12 месяцев увеличивался их срок. Ссуда одному промышленному предприятию могла достигать 500 тыс. руб. и выдаваться на срок до двух лет.
Государственному банку было предоставлено право выдавать ссуды под соло-векселя, обеспеченные залогом недвижимого имущества, закладом сельскохозяйственного и фабрично-заводского инвентаря, поручительством, а также обеспечением, определённым министром финансов.
Был введён новый вид ссуд — ссуды через посредников (земства, частные банки, общества и товарищества на началах взаимности, артели, транспортные учреждения, частных лиц). Операция эта была связана, с одной стороны, с новой железнодорожной политикой, а с другой — предназначалась для выдачи ссуд мелким землевладельцам и арендаторам, крестьянам, кустарям и ремесленникам на оборотные средства и на приобретение инвентаря.
Отменялось всякое нормирование операций с ценными бумагами, которое уставом 1860 года ограничивалось размером собственного капитала банка. Увеличился срок ссуд под залог ценных бумаг. Если по уставу 1860 года они не могли превышать 6 месяцев, то по новому Уставу их предельный срок мог составлять 9 месяцев.
Новый устав внёс изменения в организацию управления банком. Государственный банк был выведен из-под надзора Совета государственных кредитных установлений и поставлен под надзор Государственного контроля.
Общее управление Государственным банком возлагалось на Совет, который заменил правление, и управляющего банком. В состав Совета входили директор Особенной канцелярии по кредитной части, член от Государственного контроля, товарищи управляющего банком, управляющий Санкт-Петербургской конторой банка, члены от Министерства финансов (их число не ограничивалось), один член — от дворянства и один — от купечества. Председателем Совета Государственного банка был его управляющий.
Рост коммерческих операций в Государственном банке, начавшийся за год до принятия нового устава, был кратковременным и закончился в 1896 году. В течение этого периода почти в три раза возросла учётная операция. Произошло, правда в меньших размерах, увеличение специальных текущих счетов и ссуд под процентные бумаги. Почти в три раза возросли товарные ссуды сельским хозяевам (на те же сроки — с 9,2 млн руб. до 29,8 млн руб.) и почти в два раза увеличились ссуды промышленным предприятиям (на те же сроки — с 8,8 млн до 16,7 млн руб.).

### Денежная реформа
Спустя год после утверждения нового устава в России началась денежная реформа, завершившаяся в 1898 году. В ходе этой реформы Государственный банк стал эмиссионным центром страны. И в дальнейшем главной его задачей стало регулирование денежного обращения.
Подготовка денежной реформы заняла полтора десятка лет. Задачей Государственного банка в это время было накопление золотого запаса и борьба с колебаниями валютного курса с помощью валютной интервенции. В начале 1895 года золотой запас России составил 911,6 млн рублей. Стабилизация рыночного курса кредитного рубля произошла в 1893—1895 годах. Разница между высшим и низшим курсом в 1895 году составила 1,59 %.
Эмиссионным центром страны Государственный банк стал на основании указа Николая II от 29 августа 1897 года. «Государственные кредитные билеты, — гласил указ, — выпускаются Государственным банком в размере, строго ограниченном настоятельными потребностями денежного обращения, под обеспечение золотом; сумма золота, обеспечивающего билеты, должна быть не менее половины общей суммы выпущенных в обращение кредитных билетов, когда последняя не превышает 600 миллионов рублей. Кредитные билеты, находящиеся в обращении свыше 600 миллионов рублей, должны быть обеспечены золотом по крайней мере рубль за рубль, так, чтобы каждым 15 рублям в кредитных билетах соответствовало обеспечение золотом не менее одного империала».
В качестве эмиссионного банка Государственный банк обязан был прежде всего обеспечивать устойчивость новой денежной системы. Между тем устав 1894 года предусматривал осуществление им ряда операций, которые противоречили его новой функции. Поэтому для последних двух десятилетий деятельности Государственного банка была характерна крайняя сдержанность в выдаче ссуд и открытии кредитов, разрешённых уставом, но противоречивших эмиссионному закону.
Во второй половине 1890-х годов всё внимание Министерства финансов и Государственного банка было сосредоточено на укреплении металлической валюты за счёт сжатия активных операций банка. Если на 1 января 1896 года учёт векселей и выдача кредитов по специальным текущим счетам под векселя составляли 215,3 млн руб., выдача подтоварных ссуд — 48,6 млн руб., а прочие ссуды — 54,5 млн руб., то на 1 января 1899 г. эти операции составили соответственно 169,8 млн руб., 22,2 млн руб. и 30,6 млн рублей.
Значительное развитие в это время получили операции с государственными ценными бумагами. Их объём в несколько раз превышал собственный капитал банка. Министерство финансов и Государственный банк активно воздействовали на фондовую биржу для поддержания курса государственных ценных бумаг и кредитного рубля. С конца 1890-х годов биржевая интервенция и значительные инвестиции в ценные бумаги стали использоваться также для противодействия падению курсов промышленных и банковских акций.
На рубеже XIX—XX вв. Государственный банк вместе с рядом акционерных коммерческих банков начал создавать биржевые синдикаты и банковские консорциумы для поддержки курсов российских ценных бумаг во время экономических кризисов. Один из таких биржевых синдикатов был создан во время промышленного и финансового кризиса 1899—1903 годов. В 1906 г., во время кризиса, начал работу банковский консорциум для оказания финансовой помощи отечественным банкам и предприятиям. В 1912 году в связи с падением курсов акций был создан банковский синдикат, который на протяжении двух лет скупал акции крупнейших предприятий и коммерческих банков.

### Начало XX века

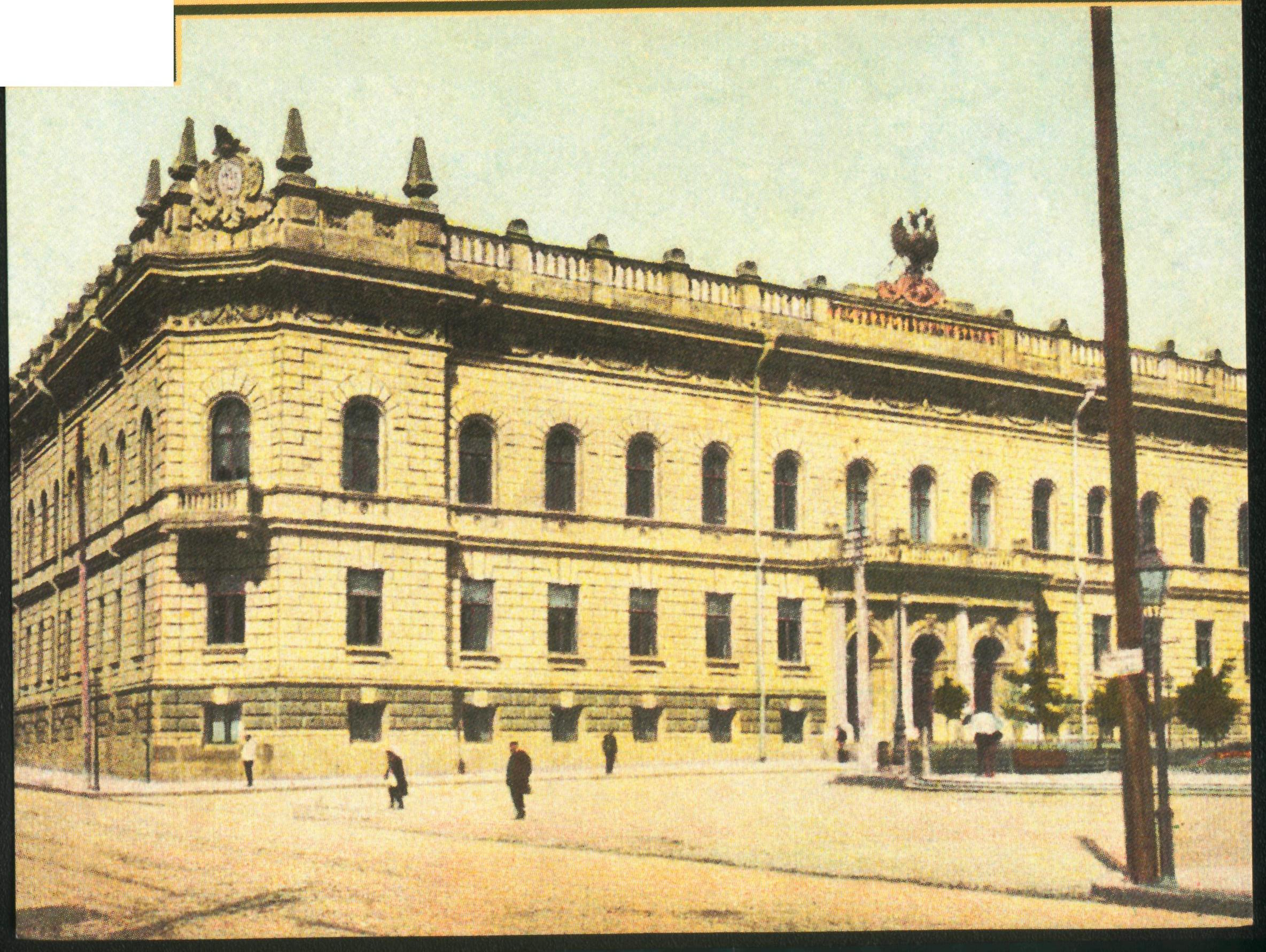
Харьковская контора Государственного банка. Фото начала XX века

В 1899 году в результате изменения мировой экономической конъюнктуры в России произошёл спад деловой активности. В 1900 году разразился кризис в металлургической промышленности, в тяжёлом машиностроении, в нефтедобывающей, угледобывающей отраслях и в электроиндустрии. Несколько банкирских домов потерпели крах. В 1899—1901 годах Государственный банк вынужден был увеличить учёт векселей и выдачу ссуд. Если на 1 января 1899 года операции по учёту векселей и выдачи кредитов по специальным текущим счетам составляли 169,8 млн руб., подтоварные ссуды были выданы на сумму 22,2 млн руб., а прочие ссуды — на 30,6 млн руб., то на 1 января 1902 года они составляли соответственно 329,3 млн руб., 46,8 млн руб. и 57,6 млн рублей. В большинстве случаев ссуды были «исключительными», то есть имели неуставной характер. Золотой запас Государственного банка с 1899 по 1902 год уменьшился с 1008 до 709,5 млн рублей.
Через год после окончания экономического кризиса и последовавшей за ним депрессии началась Русско-японская война, а затем революция 1905—1907 годов. Это было тяжелейшее испытание для созданной менее 10 лет назад денежной системы. Выдержав общеэкономический кризис и войну, финансовая система оказалась слишком подорванной, чтобы выдержать ещё и революцию. В 1906 году система золотого монометаллизма стояла на пороге краха. Массовые политические митинги и забастовки конца 1905 года, в которых принимали участие и служащие Государственного банка, стали причиной отъезда из Санкт-Петербурга французских банкиров, прибывших туда для переговоров об очередном займе.
Происходило усиленное востребование вкладов золотом и предъявление кредитных билетов к размену на золото. Несмотря на повышение официальной учётной ставки до 8 %, значительно вырос спрос на кредит со стороны торгово-промышленных предприятий. Невозможность акционерных коммерческих банков удовлетворить этот спрос из-за сильного отлива из них вкладов, заставила Государственный банк во избежание массового банкротства увеличить свои учётно-ссудные операции.
Начался отлив золота за границу. С 16 октября по 1 декабря 1905 года золотой фонд Государственного банка уменьшился с 1318,8 до 1126,1 млн рублей. К 19 декабря 1905 года золотое покрытие кредитных рублей опустилось ниже предела, предусмотренного законом 1897 года. Кризис был ликвидирован благодаря заключению в январе 1906 года во Франции займа на 100 млн руб., погашенный выручкой от займа, заключённого в апреле того же года.
Усиленный переучёт Государственным банком векселей частных банков, являвшийся в 1905—1906 годы мерой борьбы с кризисом, в последующие годы стал одним из основных направлений деятельности Банка. Государственный банк начал превращаться из банка краткосрочного коммерческого кредита в «банк банков». Общая задолженность частных банков Государственному банку с 37,3 млн руб. (начало 1910 года) выросла за два года до 342,3 млн рублей.
В это время Государственный банк был одним из самых крупных и влиятельных европейских кредитных учреждений. Его баланс с 1905 по 1914 год увеличился почти в два раза. Источником средств для его операций были выпуски кредитных билетов и средства казны. Вклады и текущие счета частных лиц и учреждений оставались на уровне 1903 года и составляли в среднем 250 млн рублей. Эмиссия кредитных билетов в течение этих лет дала банку 810,9 млн руб., средства казны — 600 млн рублей. На покупку золота и иностранной валюты у Государственного банка уходило 7/8 эмиссии. Оставшаяся часть эмиссии и средства казны через посредство коммерческих банков направлялись на кредитование промышленности и торговли.
Несмотря на интенсивное развитие промышленности, в России доминирующей частью экономики оставалось сельское хозяйство. Важнейшей активной статьёй торгового и платёжного балансов страны по-прежнему был экспорт хлеба. Поэтому с 1890-х годов банк развернул кредитование хлебной торговли в форме подтоварных кредитов. С 1910 года Государственный банк в рамках государственного регулирования хлебной кампании начал строительство элеваторов и зернохранилищ. Создание государственной системы элеваторов должно было способствовать уменьшению потерь зерна при перевозках. В начале 1917 года сеть элеваторов Государственного банка состояла из 42 элеваторов общим объёмом 26 000 тыс. пудов, и строилось ещё 28 зернохранилищ.
При участии Государственного банка в стране была создана система учреждений мелкого кредита по кредитованию кооперации, кустарей и крестьян. В 1904 году в банке было создано Управление по делам мелкого кредита, которое должно было контролировать деятельность учреждений этого типа и оказывать им в случае необходимости финансовую помощь.
Вплоть до Первой мировой войны финансовая политика России чрезвычайно дорожила сохранением золотой валюты как основы внешнего государственного кредита. Золотое покрытие рубля постоянно поддерживалось на очень высоком уровне. После кризисного 1906 года оно не опускалось ниже 93 %, а в 1909—1911 годы было выше 100 %. В условиях России конца XIX — начала XX вв. это обеспечивало приток иностранного капитала, необходимого для индустриального развития страны.

### Первая мировая война
Накануне Первой мировой войны, 27 июля 1914 года, был отменён размен банкнот на золото и в пять раз — с 300 млн руб. до 1,5 млрд руб. — увеличен лимит на эмиссию не обеспеченных золотом банкнот. До Февральской революции эмиссионное право Государственного банка расширялось ещё четыре раза. Его лимит был доведён до 8,4 млрд рублей.
С 1 июля 1914 по 1 марта 1917 года количество кредитных билетов в обращении возросло с 1633 млн руб. до 9950 млн рублей. Они покрывались имевшимся в наличии у Государственного банка золотом на 1476 млн руб. и золотом за границей — на 2141 млн рублей. Остальная сумма кредитных билетов была выпущена в порядке учёта краткосрочных обязательств казначейства. На 1 марта 1917 года учёт краткосрочных обязательств составил 7882 млн рублей.
Финансирование военных расходов Государственный банк осуществлял путём выдачи кредитов коммерческим банкам, предприятиям и учреждениям под облигации долгосрочных займов и краткосрочные обязательства казначейства. На 1 марта 1914 года ссуды под государственные ценные бумаги составляли 580 млн руб. против 129 млн руб. — на 1 июля 1914 года.
Военные расходы России с начала Первой мировой войны до Февральской революции составили 28 035 млн рублей. Дефицит государственного бюджета в 1916 году достиг 13 767 млн руб., а его покрытие на 29 % происходило за счёт эмиссии бумажных денег.
Интенсивная работа печатного станка и одновременное сокращение производства и переориентация его на выполнение военных расходов вызвали быстрый рост цен. Если в 1915 году цены выросли всего на 30 %, то в 1916 году рост составил уже 100 %. В стране началась инфляция. К Февральской революции рубль на внутреннем рынке обесценился почти в 4 раза, и его покупательная сила составила 26—27 довоенных копеек. Это свидетельствовало о том, что накануне Февральской революции денежное обращение было уже достаточно сильно дезорганизовано.

### Временное правительство
Придя к власти, бывшие лидеры IV Государственной думы столкнулись с теми же экономическими трудностями, что и царский Совет министров. И также не справились с ними.
Продолжавшаяся война поглощала всё больше средств. Дефицит госбюджета в 1917 году достиг 22 568 млн рублей. Способы его покрытия были традиционными: увеличение налогообложения, внутренние и внешние займы, эмиссия бумажных денег. За период с марта по ноябрь 1917 года Временному правительству за счёт налогов удалось получить 1158,3 млн рублей. Выпущенный им «Заём Свободы» дал 3700 млн рублей. Эти средства пошли на выполнение обычных расходных статей госбюджета. Военные же расходы, составившие за 1917 год 22 561 млн руб., были покрыты за счёт эмиссии бумажных денег. Лимит банкнотной эмиссии Временное правительство увеличило в пять раз, доведя его до 16,5 млрд рублей.
В результате за 8 месяцев нахождения у власти Временное правительство выпустило в обращение примерно такое же количество денежных знаков, какое было эмитировано за два с половиной предшествовавших года войны. Эмиссия кредитных билетов за этот период составила 6412,4 млн руб., разменных марок — 95,8 млн руб. и разменных казначейских знаков — 38,9 млн рублей. Такой значительный выпуск сказался на ускорении обесценения денег, что вынудило правительство прибегнуть к эмитированию кредитных билетов крупного достоинства — 250 рублей и 1000 рублей. С августа по постановлению Временного правительства от 22 августа 1917 года (Собрание узаконений — 1917. — Отдел 1. — № 221. — 15 сентября. — Ст.1505) начался выпуск казначейских знаков номиналом в 20 и 40 рублей (так называемые «керенки»).
Несмотря на крупную эмиссию, денег в обращении всё время не хватало. Рост цен и, следовательно, увеличение денежного выражения товарной массы, тезаврация крупных купюр состоятельными слоями городского и особенно сельского населения вызывали недостаток денег в обращении и диспропорции в покупюрном составе денежной массы.
В августе и сентябре «денежный голод» приобрёл характер кризиса в связи с сезонным расширением товарооборота. С целью ликвидации этого кризиса Временное правительство допустило в обращение в качестве законного платёжного средства ряд ценных бумаг и начало выпуск денежных знаков упрощённого типа — марок-денег.
Недостаток в обращении денежных знаков, особенно мелких и средних купюр, привёл к тому, что кроме общегосударственных денежных знаков в некоторых городах и губерниях появились свои средства обращения. Подобные эмиссии означали, что при Временном правительстве начался процесс распада единой денежной системы страны, усиливавший общую дезорганизацию и способствовавший дальнейшему усилению инфляции.
За время нахождения у власти Временного правительства в обращение было выпущено бумажных денег на 9533,4 млн рублей. В результате общая сумма бумажных денег, находившихся в обращении на 1 ноября 1917 года составила 19 575,7 млн рублей. Причём особенно большая эмиссия — 1116,3 млн руб. — была осуществлена Временным правительством в марте 1917 года, сразу же после прихода к власти. В итоге сумма не покрытых золотом кредитных билетов возросла с 6,5 до 16,5 млрд рублей. Кредитные билеты, находившиеся в обращении, оказались покрыты золотом только на 5,5 %.
Рост денежной массы в обращении сопровождался быстрым увеличением товарных цен: при Временном правительстве они выросли в 4 раза. К 1 ноября 1917 г. покупательная стоимость довоенного рубля равнялась 6 — 7 копейкам.
На 23 октября 1917 года задолженность Казначейства Государственному банку по учёту краткосрочных обязательств составила 15 507 млн руб. против 7882 млн руб. на 1 марта 1917 года.
Значительные средства Государственный банк предоставлял Казне на закупки хлеба, сахара, мяса и угля. На 23 октября 1917 года сумма кредитов на эти цели составила 1276 млн руб. против 301 млн руб. на 1 августа 1917 года, когда Государственным банком кредит на эти цели был выдан в первый раз.
Кредиты Государственного банка под государственные ценные бумаги составили на 23 октября 1275 млн рублей.
В сумме кредиты, связанные с войной, занимали накануне Октябрьской революции свыше 90 % баланса Государственного банка, который составлял на 23 октября 1917 г. 24 242 млн рублей.
После Октябрьской революции банк сохранил основные функции центрального. В нормативно-правовых актах и официальных документах он назывался сначала Государственным, затем — Национальным, потом — Народным. Последнее название устойчиво использовалось с мая 1918 года по 1920 год. Представленное изменение названий отражает только практику их использования и не имеет нормативно-правовой основы (декреты и иные законодательные акты о смене названий не издавались).
14 (27) декабря 1917 года декретом ВЦИК «О национализации банков» в России была введена государственная монополия на банковское дело (п. 1). Все частные и акционерные банки объединялись с Государственным банком (п. 2), а активы и пассивы этих «ликвидируемых предприятий» передавались Государственному банку (п. 3). Временное управления делами частных банков передавались совету Государственного банка (п. 5). Этим же декретом подчёркивалось, что порядок «слияния частных банков с Государственным банком определяется особым декретом». Декретом Совнаркома от 23 января 1918 года акционерные капиталы всех частных банков были конфискованы в пользу Государственного (Народного) банка.

## Управляющие Государственным банком
1. 1860—1866 — Александр Людвигович Штиглиц (1814—1884)
2. 1866—1881 (1866—1867 — исполняющий обязанности управляющего) — Евгений Иванович Ламанский (1825—1902)
3. 1881—1889 — Алексей Васильевич Цимсен (1832—1889)
4. 1889—1894 — Юлий Галактионович Жуковский (1833—1907)
5. 1894—1903 — Эдуард Дмитриевич Плеске (1852—1904)
6. 1903—1909 — Сергей Иванович Тимашев (1858—1920)
7. 1910—1914 — Алексей Владимирович Коншин (1859—1923)
8. 1914—1917 — Иван Павлович Шипов (1865—1919?[11])

## Архитекторы Государственного банка
Должность архитектора была предусмотрена в штатном расписании Государственного банка с момента его учреждения. В разное время эту должность занимали:
- Иван Иванович Климов (1860-е — 1870-е)
- Василий Фёдорович Эстеррейх (конец 1870-х — 1881)
- Оскар Иосифович Тибо-Бриньоль (1880-е)
- Роман Петрович Голенищев (1895—1917?)